# Chapelle Sainte-Agathe de Saint-Maime
Pour les articles homonymes, voir Chapelle Sainte-Agathe.
La chapelle Sainte-Agathe est une chapelle romane située à Saint-Maime dans le département des Alpes-de-Haute-Provence. 

## Histoire
La chapelle Sainte-Agathe et la tour du château comtal ont probablement été construites au XIIe siècle. Outre quelques pans de murs restants, elles sont les seuls témoins qui demeurent encore de ce château .
En 1220, Raymond Bérenger V de Provence, Comte de Provence épouse Béatrice de Savoie. Certains historiens pensent qu’ils ont résidé dans ce château avec leurs quatre filles : Marguerite, Eléonore, Sancie et Béatrice qu’on nomme « les quatre Reines ». Certains pensent que cette histoire relève de la légende. Au XIVe siècle, le château appartient au seigneur des Agoult et dépend de la vicomté de Reillanne. Au XVIe siècle, il devient propriété du Marquisat d’Oraison. Depuis, il ne semble plus habité.
Le site offre un excellent panorama sur la plaine de Mane ainsi que sur le confluent de la Laye et du Largue. La chapelle et le château sont situées face au village de Dauphin et surplombent Saint-Maime.
La chapelle est inscrite au titre des monuments historiques par arrêté du 4 mars 1998 avec le château.

## Architecture
À l’intérieur de la chapelle on distingue les fresques de douze apôtres du XIVe siècle à peine visibles. Sur la tour, on observe les pierres soigneusement appareillées par les artisans du Moyen Âge. Cette tour de forme octogonale est la seule existante en Provence.